# Monóxido de carbono
El monóxido de carbono, también denominado óxido de carbono(II), gas carbonoso y anhídrido carbonoso (los dos últimos cada vez más en desuso), cuya fórmula química es CO es un gas  incoloro y altamente tóxico. Puede causar la muerte cuando se respira en niveles elevados. Se produce por la combustión deficiente de sustancias como gas, gasolina, queroseno, carbón, petróleo, tabaco o madera. Las chimeneas, las calderas, los calentadores de agua o calefactores y los aparatos domésticos que queman combustible, como las estufas u hornillas de la cocina o los calentadores a queroseno, también pueden producirlo si no están funcionando bien. Los vehículos con el motor encendido también lo expulsan. Grandes cantidades de CO se forman como subproducto durante los procesos oxidativos para la producción de productos químicos, lo que hace necesaria la purificación de los gases residuales. Por otro lado, se están realizando considerables esfuerzos de investigación para desarrollar nuevos procesos y catalizadores para la maximización de la producción del producto útil. También se puede encontrar en las atmósferas de las estrellas de carbono.

## Fugas de gas
Los escapes de un gas inflamable fuera de la estructura que lo contiene son peligrosos, pues ese gas podría producir una grave deflagración al entrar en contacto con una llama.

## Historia

### Prehistoria
El homínido ha mantenido una relación compleja con el monóxido de carbono desde que aprendió a controlar el fuego hacia el año 800 000 a. C. Los primeros humanos probablemente descubrieron la toxicidad del envenenamiento por monóxido de carbono al introducir el fuego en sus viviendas. El desarrollo temprano de la metalurgia y de las tecnologías de fundición, que surgieron alrededor del 6000 a. C. hasta la Edad de Bronce, también afectó a la humanidad por la exposición al monóxido de carbono. Aparte de la toxicidad del monóxido de carbono, los indígenas nativos americanos pueden haber experimentado las propiedades neuroactivas del monóxido de carbono a través de rituales chamánicos junto al fuego.

### Historia antigua
Las primeras civilizaciones desarrollaron relatos mitológicos para explicar el origen del fuego, como Prometeo de la mitología griega que compartió el fuego con los humanos. Aristóteles (384-322 a. C.) fue el primero en registrar que los carbones encendidos producían humos tóxicos. El médico griego Galeno (129-199 d. C.) especuló que había un cambio en la composición del aire que causaba daño al inhalarlo, y muchos otros de la época desarrollaron una base de conocimiento sobre el monóxido de carbono en el contexto de la toxicidad de los humos del carbón. Cleopatra pudo haber muerto por  envenenamiento por monóxido de carbono.

### Revolución preindustrial
Georg Ernst Stahl mencionó carbonarii halitus en 1697 en referencia a vapores tóxicos que se creía que eran monóxido de carbono. Friedrich Hoffmann realizó la primera investigación científica moderna sobre el envenenamiento por monóxido de carbono del carbón en 1716. Herman Boerhaave realizó los primeros experimentos científicos sobre el efecto del monóxido de carbono (vapores del carbón) en animales en la década de 1730.
Se considera que Joseph Priestley sintetizó por primera vez el monóxido de carbono en 1772. Carl Wilhelm Scheele aisló de forma similar el monóxido de carbono del carbón vegetal en 1773 y pensó que podía ser la entidad carbónica que hacía tóxicos los humos. Torbern Bergman aisló el monóxido de carbono a partir del ácido oxálico en 1775. Más tarde, en 1776, el químico francés Joseph-Marie-François de Lassone produjo CO calentando óxido de zinc con coque, pero concluyó erróneamente que el producto gaseoso era hidrógeno, ya que ardía con una llama azul. En presencia de oxígeno, incluidas las concentraciones atmosféricas, el monóxido de carbono arde con una llama azul, produciendo dióxido de carbono. Antoine Lavoisier realizó experimentos no concluyentes similares a los de Lassone en 1777. El gas fue identificado como un compuesto que contiene carbono y oxígeno por William Cruickshank en 1800.
Thomas Beddoes y James Watt reconocieron el monóxido de carbono (como hidrocarbonato) para aclarar la sangre venosa en 1793. Watt sugirió que los humos del carbón podrían actuar como antídoto para el oxígeno de la sangre, y Beddoes y Watt sugirieron igualmente que el hidrocarbonato tiene mayor afinidad por la fibra animal que el oxígeno en 1796. En 1854, Adrien Chenot sugirió de manera similar el monóxido de carbono para eliminar el oxígeno de la sangre y luego ser oxidado por el cuerpo a dióxido de carbono. El mecanismo para el envenenamiento por monóxido de carbono es ampliamente acreditado a Claude Bernard cuyas memorias a partir de 1846 y publicado en 1857 frase, "impide que la sangre arterial se convierta en venosa". Felix Hoppe-Seyler publicó independientemente conclusiones similares al año siguiente.

### Advenimiento de la química industrial
El monóxido de carbono fue reconocido como un reactivo muy valioso en la década de 1900. Tres procesos industriales ilustran su evolución en la industria.  En el proceso Fischer-Tropsch, el carbón y otras materias primas ricas en carbono se convierten en combustibles líquidos a través del CO.  Esta tecnología, desarrollada originalmente en Alemania durante la guerra para compensar la falta de petróleo nacional, sigue utilizándose en la actualidad.  También en Alemania, se descubrió que una mezcla de CO e hidrógeno se combinaba con alqueno para dar aldehídos.  Este proceso, denominado hidroformilación, se utiliza para producir muchos productos químicos a gran escala, como tensioactivos, así como compuestos especiales que son fragancias y fármacos populares.  Por ejemplo, el CO se utiliza en la producción de vitamina A. En un tercer proceso importante, atribuido a investigadores de Monsanto, el CO se combina con metanol para dar ácido acético. La mayor parte del ácido acético se produce mediante el proceso Cativa.  La hidroformilación y la síntesis del ácido acético son dos de los innumerables procesos de carbonilación.

## Propiedades físicas y químicas
El monóxido de carbono es el oxocarbono más simple y es isoelectrónico con otras especies  diatómicas de triple enlace que poseen 10 electrones de valencia, incluyendo el anión cianuro, el catión nitrosonio, el monofluoruro de boro y el nitrógeno molecular. Tiene una masa molar de 28,0, lo que, según la ley de los gases ideales, lo hace ligeramente menos denso que el aire, cuya masa molar media es de 28,8.
| 
El carbono y el oxígeno están unidos por un triple enlace formado por dos enlaces pi netos y un enlace sigma. La longitud del enlace entre el átomo de carbono y el átomo de oxígeno es de 112,8 pm. Esta longitud de enlace es consistente con un enlace triple, como en el nitrógeno molecular (N2), que tiene una longitud de enlace similar (109,76 p.m.) y casi la misma masa molecular. Los dobles enlaces carbono-oxígeno son significativamente más largos, 120,8 p.m. en el formaldehído, por ejemplo. El punto de ebullición (82 K) y el punto de fusión (68 K) son muy similares a los del N2 (77 K y 63 K, respectivamente). La energía de disociación de enlace de 1072 kJ/mol es mayor que la del N2 (942 kJ/mol) y representa el enlace químico más fuerte conocido.
El ground estado electrónico del monóxido de carbono es un estado singlete ya que no hay electrones no apareados.

## Intoxicación

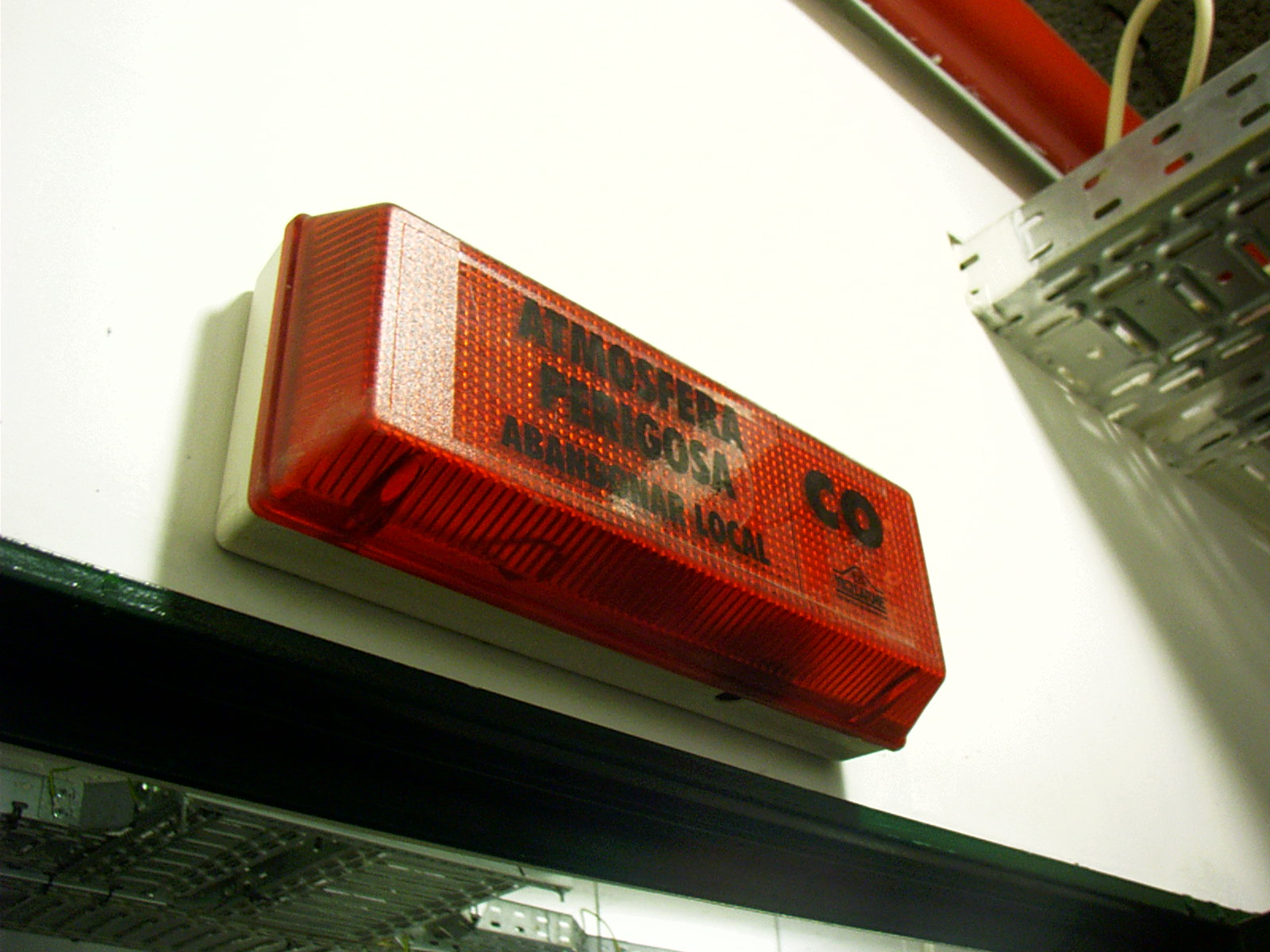
Indicador de monóxido de carbono en un garaje.

Si se respira, aunque sea en moderadas cantidades, el monóxido de carbono puede causar la muerte por envenenamiento en pocos minutos porque sustituye al oxígeno en la hemoglobina de la sangre. Tiene una afinidad por el grupo hemo 250 veces mayor que el oxígeno.
La carboxihemoglobina, producto formado, no puede transportar oxígeno; aún más, la presencia de ese compuesto interfiere en la disociación del oxígeno de la oxihemoglobina restante, dificultando así la transferencia de oxígeno a los tejidos.
Una vez respirada una cantidad bastante grande de monóxido de carbono (teniendo un 75 % de la hemoglobina con monóxido de carbono) la única forma de sobrevivir es respirando oxígeno puro. Cada año un gran número de personas pierde la vida accidentalmente debido al envenenamiento con este gas. Las mujeres embarazadas y sus fetos, los niños pequeños, las personas mayores y las que sufren de anemia, problemas del corazón o respiratorios pueden ser mucho más sensibles al monóxido de carbono.
| Concentración en el aire | Efecto                                |
| --- | ------------------------------------- |
| 55 mg/m³ (50 ppm) | TLV-TWA*                              |
| 0,01 % | Exposición de varias horas sin efecto |
| 0,04-0,05 % | Exposición una hora sin efectos       |
| 0,06-0,07 % | Efectos apreciables a la hora         |
| 0,12-0,15 % | Efectos peligrosos a la hora          |
| 165 mg/m³ (1200 ppm) | IPVS                                  |
| 0,4 % | Mortal a la hora                      |
| *TLV-TWA es la concentración correspondiente a un día normal de 8 horas o una semana de 40 horas en la que los trabajadores pueden estar expuestos sin mostrar efectos adversos. |                                       |

Se calcula que los adultos normales no fumadores tienen niveles de carboxihemoglobina menores de la saturación de 1 %; es decir, el 1 % de la hemoglobina está unida a monóxido de carbono. Esta cifra se ha atribuido a la formación endógena de CO. Los fumadores pueden tener una saturación de 5 a 10 %, de acuerdo a la intensidad de su tabaquismo. Una persona que respira aire con 0,1 % de CO (1000 ppm) tiene un nivel de carboxihemoglobina de 50 %.
El tratamiento consiste en alejar a la persona de la fuente de exposición, y emprender medidas para asegurar su respiración. El oxígeno funciona como antagonista específico de CO y por esa razón se administra como tratamiento. La vida media del CO en sangre es de 320 minutos; con oxígeno puro se reduce a 80 minutos y con oxígeno hiperbárico (2 o 3 atmósferas) puede disminuir a 20 minutos.

## Combustión del CO
La combustión del CO se da por la siguiente ecuación:
{\displaystyle {\ce {2CO + O2 -> 2CO2}}}